# 岸智子
岸 智子（きし ともこ、1957年 - ）は、日本の経済学者。南山大学経済学部教授。専門は労働経済学。

## 略歴
1981年東京大学経済学部卒業。1986年慶應義塾大学大学院経済学研究科修士課程修了。1990年同博士課程単位取得満期退学。2004年京都大学より博士（経済学）取得。
大妻女子大学短期大学部助教授、大妻女子大学社会情報学部助教授、南山大学経済学部助教授を経て、2005年より現職。

## 著書

### 単著
- 『就職・失業・男女差別』（日本経済評論社, 2010年）

### 共著
- （古郡鞆子, 玄田有史）『労働市場の明と暗』（統計研究会, 2000年）

### 分担執筆
- （島田晴雄）『高齢・少子化社会の家族と経済』（NTT出版, 2000年）
- （古郡鞆子）『非典型労働と社会保障』（中央大学出版部, 2006年）
- （清家篤, 駒村康平, 山田篤裕）『労働経済学の新展開』（慶應義塾大学出版会, 2009年）
- （三谷直紀）『労働供給の経済学』（ミネルヴァ書房, 2011年）

### 翻訳
- （マルコム・E・フォーカス）『ロシアの工業化』（大河内暁男監訳, 日本経済評論社, 1995年）